# Parti populaire allemand (République de Weimar)
Cet article concerne le Deutsche Volkspartei durant la république de Weimar. Pour le parti existant durant la période de l'Empire allemand, voir Parti populaire allemand (Empire allemand).
Pour les articles homonymes, voir DVP.
 (mai 2017).
Si vous disposez d'ouvrages ou d'articles de référence ou si vous connaissez des sites web de qualité traitant du thème abordé ici, merci de compléter l'article en donnant les références utiles à sa vérifiabilité et en les liant à la section « Notes et références ».
Le Parti populaire allemand (en allemand : Deutsche Volkspartei, abrégé en DVP) est un parti national-libéral de la république de Weimar.
Le Parti populaire allemand est fondé par les éléments de l'aile droite du vieux Parti libéral national au tout début de la république de Weimar, et il est dirigé par Gustav Stresemann, un temps membre de la Ligue pangermaniste.
Le parti est généralement supposé représenter les intérêts des grands industriels allemands. Quoique le parti ait fait initialement partie de la coalition de droite opposée à la coalition de Weimar, Stresemann l'oriente peu à peu vers la coopération avec les partis du centre et de gauche. Après la mort de Stresemann en 1929, le DVP retourne de nouveau peu à peu vers la droite.
La confrontation du parti en 1930 avec les sociaux-démocrates, désireux d'augmenter les cotisations pour éviter un effondrement du système d'assurance-chômage, provoque l'écroulement du gouvernement de la Grande Coalition d'Hermann Müller. À l'élection de septembre 1930, le DVP est l'un des grands perdants, abandonné par son soutien parlementaire. Le Parti du peuple est finalement aboli après l'avènement du NSDAP en 1933.
Des éléments de l'ex-DVP ont contribué à la création du Parti libéral-démocrate (FDP) après la Seconde Guerre mondiale.

## Histoire

### Fondation

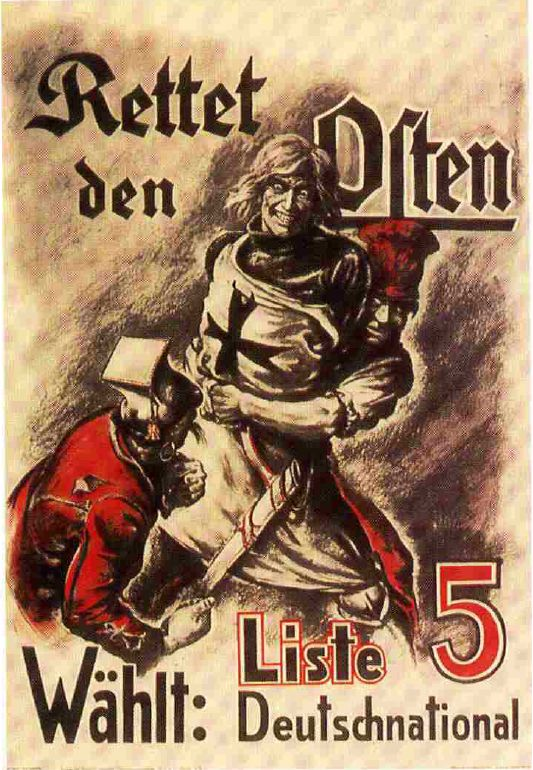
Affiche de propagande électorale du parti en 1920, où un chevalier teutonique est attaqué par un Polonais et un socialiste. Cette allusion à la bataille de Grunwald est aussi une variation sur le thème du prétendu « coup de poignard dans le dos ». Le texte indique : Sauvez l'Est - Votez pour la liste no 5.

L'effondrement de l'Empire allemand et la fin de la Première Guerre mondiale entraînent des changements radicaux dans le paysage politique allemand : 
- tandis que Parti social-démocrate d'Allemagne (SPD) et le Parti du centre allemand se maintiennent, le DNVP prend le pas sur le Parti conservateur prussien ;
- sur la gauche radicale, le SPD dissident (SPD-Abspaltung USPD) anticipe l'apparition du KPD, qui est fondé en 1919 sur le Spartakusbund ;
- à l'extrême droite, les conditions de l'émergence du NSDAP (le parti nazi), qui prend plus tard son essor, sont déjà là.

Au centre, aussi bien dans le Parti national libéral que dans le Parti populaire progressiste, des efforts importants visent à surmonter la division historique entre « démocrates » et « libéraux » pour fonder un grand parti « bourgeois-démocrate ». Hjalmar Schacht, Alfred Weber et Theodor Wolff sont les forces de ce rapprochement. Au cours des premiers jours de la révolution, les chefs de parti, Gustav Stresemann (libéraux nationaux) et Otto Fischbeck (modernes) discutent aussi d'une telle éventualité. Les négociations entre les deux partis commencent le 15 novembre 1918 et dès le premier jour un programme commun est conclu pour lequel les libéraux nationaux ont dû faire des concessions considérables et en particulier la reconnaissance de leur part de la république comme future forme de l'État. Le 16 novembre les représentants des deux partis publient un appel à la formation d'un Parti démocrate allemand.
Pour la première fois en Allemagne, semble émerger une union des forces bourgeoises démocratiques. 
Quand Stresemann demande à Alfred Weber s'il veut participer au comité directeur du nouveau parti, ce dernier exprime ses doutes car Stresemann est réputé être un politicien hégémonique. Cependant il accepte en échange d'une collaboration active et une candidature à la réunion nationale de Weimar. 
Les autres négociations sur la fusion les 18 et 19 novembre 1918 achoppent finalement sur la personne de Stresemann, la masse de membres du comité directeur national-libéral n'étant pas prête à faire tomber leur tête politique et leur rhétoricien le plus doué. Le 20 novembre, Stresemann, R. Friedberg, P.W. Vogel et Otto Hugo (de) signent un appel à la formation du parti populaire allemand qui est établi provisoirement le 22 novembre 1918 puis fondé le 15 décembre 1918 par la décision du comité directeur central du Parti national-libéral. La décision du comité directeur n'est prise qu'à une courte majorité : (33 voix contre 28). Stresemann dirige le parti jusqu'à sa mort en 1929.

## Membres connus
- Marie Bernays : députée au Landtag de Bade
- Heinrich Bömers (de) : sénateur de Brême
- Wilhelm Bünger (de) : ministre-président du Land de Saxe
- Julius Curtius : ministre de l'Économie et des Affaires étrangères du Reich
- Eduard Dingeldey (de) : porte-parole du parti
- Carl von Halfern : haut président de Poméranie
- Rudolf Heinze : ministre de la Justice du Reich
- Richard Leutheußer (de) : ministre-président de Thuringe
- Hermann Reincke-Bloch (de) : ministre-président de Mecklenburg-Schwerin
- Karl Riedel (de) : ministre-président de Thuringe
- Wilhelm Schmiedling (de) : Landesdirektor (ministre-président) de Waldeck
- Ernst Scholz : ministre de l'Économie du Reich
- Gustav Stresemann : Reichskanzler et ministre des Affaires étrangères du Reich, porte-parole du parti
- Arthur Zarden : Secrétaire d'État du Reich aux Finances